# Microchilus pimentelii
Microchilus pimentelii är en orkidéart som beskrevs av Paul Ormerod. Microchilus pimentelii ingår i släktet Microchilus och familjen orkidéer. Inga underarter finns listade i Catalogue of Life.